# Ritchie Valens
Ritchie Valens (født 13. maj 1941, død 3. februar 1959) var en amerikansk sanger, der var en af rock'n'roll-pionererne, inden han omkom ved det flystyrt, der i USA benævnes "The Day the Music Died", hvilket Don McLean også synger om i sit store hit "American Pie".
Et af de største hits, hvis ikke dét største, som bl.a. gav Ritchie Valens det helt store gennembrud i en alder af blot 17 år, var sangen La Bamba. Denne komposition er oprindelig en mexicansk folkesang, som Valens forvandlede til en mere rocket version ved hjælp af sine typiske rock'n'roll riffs.

## Liv og karriere
Richie Valens blev født Richard Steven Valenzuela og opvoksede i udkanten af Los Angeles. Han havde mexicanske og indianske rødder og voksede op til lyden af traditionel mexicansk mariachi-musik suppleret med flamenco og blues. Meget tidligt viste han interesse for selv at udtrykke sig musikalsk, og hans far opmuntrede ham til at spille guitar og trompet, mens han på eget initiativ gik i gang med trommespil. Han fik aldrig egentlig undervisning i nogle af disse instrumenter.
Som 16-årig kom han med i et lokalt orkester som guitarist, og da sangeren forlod orkestret, overtog Valens også denne rolle. Ved siden af dette engagement optrådte han solo i forskellige sammenhænge, hvor han ofte improviserede med både tekster og musik. Hans energiske optræden gav ham tilnavnet "Little Richard from the Valley" (San Fernando Valley). Dette rygte nåede frem til direktøren for et pladeselskab, og Valens fik en pladekontrakt i maj 1958. I den forbindelse tog han på opfordring navnet Ritchie Valens, blandt andet for at sikre, at discjockeyerne ikke blot antog ham for at spille latin-musik. Valens lavede en række demo-indspilninger, inden pladeselskabet lod ham indspille med fuldt orkester i juli samme år. Den første single med numrene "Come On, Let's Go" og "Framed" blev straks en succes, og den næste med "Donna", som er en kærlighedshymne til hans barndomskæreste og "La Bamba" slog hans navn fast i offentlighedens bevidsthed. Successen fik ham til at opgive skolegangen og koncentrere sig om sangerkarrieren, og han drog på turne over det meste af USA, lige som han optrådte på tv. Valens kom til at opræde sammen med en lang række af rock-musikkens store navne fra perioden, heriblandt Chuck Berry, The Everly Brothers og Buddy Holly. Han fik endvidere en gæsteoptræden som sanger i en film.
I starten af 1959 rejste Valens rundt i Midtvesten i et stort show med andre af rockens store navne, der hjalp hinanden. Buddy Hollys backingorkester The Crickets spillede også backing til blandt andet Valens, og da trommeslageren blev syg, fungerede Valens ind imellem i denne funktion. Egentlig kørte showet rundt i busser, men Buddy Holly blev træt af de sure busture og hyrede et lille fly til sig selv og The Crickets, så de kunne komme hurtigere frem til næste spillested. Efter en optræden 2. februar havde Valens vundet pladsen fra en af musikerne, Waylon Jennings. The Big Bopper, der var småsyg, havde også fået en plads. Trods voldsom snestorm, og en meget ung pilot, fløj de af sted, mens Waylon Jennings blev tilbage på flyvepladsen. Flyet styrtede ned på en mark, og alle fire ombordværende døde.
Ritchie Valens' berømmelse voksede efter hans død, og han blev optaget i Rock and Roll Hall of Fame i 2001. Filmen La Bamba er et drama, som er bygget over hans opvækst, liv og karriere. Flere af de numre, han nåede at indspille er fortolket af andre musikere; således er "Come On, Let's Go" genindspillet af blandt andet The Ramones og Tommy Steele, og "Donna" af Cliff Richard.
Valens var banebrydende for spansk-inspireret rock'n'roll, og han har haft betydning for senere kunstnere som Chris Montez og Carlos Santana.